# Coprinopsis sclerotiger
Coprinopsis sclerotiger är en svampart som först beskrevs av Roy Watling, och fick sitt nu gällande namn av Redhead, Vilgalys & Moncalvo 2001. Coprinopsis sclerotiger ingår i släktet Coprinopsis och familjen Psathyrellaceae.   Inga underarter finns listade i Catalogue of Life.